# Acrymia
Acrymia  é um gênero botânico da família Lamiaceae.

## Espécies
Apresenta uma única espécie:
- Acrymia ajugiflora
- «Lista das espécies»

## Nome e referências
Acrymia D. Prain, 1908